# Timo Tolkki
Timo Tolkki (Klaukkala, 3 de março de 1966) é um músico, guitarrista, produtor, cantor e compositor finlandês, mais conhecido como o fundador e ex-guitarrista da banda Stratovarius. Segundo a Guitar World, é um dos 50 guitarristas mais rápidos da história . Durante a sua carreira, Tolkki vendeu milhões de cópias em todo mundo, além de ter tocado guitarras ESP.
Atualmente, Tolkki faz parte dos projetos Avalon, Allen/Lande, Ring of Fire e outros, além de sua carreira solo.

## Biografia

### Stratovarius
Tolkki estreou com a banda Stratovarius em 1984. Antes disso tocou em bandas como Antidote, Thunder e Road Block. Nos primeiros tempos em que esteve na banda Stratovarius, para além de guitarrista, foi também vocalista e, por vezes, baixista.
Em 1994, lançou o primeiro álbum a solo Classical Variations and Themes, que é bastante diferente do seu trabalho com Stratovarius; em 2002 apresentou o segundo álbum, Hymn To Life, que contém um lado mais pessoal.
Em 2004, pouco tempo depois da banda Stratovarius se separar, foi-lhe diagnosticado um distúrbio bipolar. Após um período de reabilitação, Tolkki se recuperou.
Em 2005, a banda voltou a se reunir e lançou um novo disco intitulado Stratovarius e realizou uma turnê mundial para lançamento do mesmo. Em novos momentos de crise no começo de 2008, Tolkki anunciou o fim da banda Stratovarius. Como forma de gratidão e protesto aos antigos companheiros, Tolkki autorizou Timo Kotipelto e Jens Johansson a continuarem com o nome Stratovarius.

### Projetos solo: Revolution Renaissance e Symfonia
Ainda em 2008, Tolkki voltou a trabalhar em um projeto antigo e intitulou sua nova banda com o nome Revolution Renaissance, que durou até 2010. O grupo lançou três álbuns.
No fim de 2010, Timo Tolkki formou um supergrupo chamado Symfonia, formada pelo vocalista André Matos, Timo Tolkki na guitarra, Jari Kainulainen no baixo, Mikko Harkin nos teclados e Uli Kusch na bateria. As gravações do primeiro álbum da banda aconteceram em novembro no Studio Mega na Suécia, e o disco foi lançado em março de 2011, com o nome In Paradisum. Menos de um ano depois, anunciou o fim do projeto e seu afastamento da música por um tempo.

### Anúncio de aposentadoria
Em dezembro de 2011, Tolkki publicou uma nota em sua página na internet lamentando a última turnê com o Symfonia, o cansaço e a falta de reconhecimento da cena. Ele comunicou seu afastamento da indústria da música em caráter provisório, mas considerou remota a possibilidade de um dia retornar.
| “ | (...) Eu decidi fazer a turnê e depois de voar 30 horas (Helsinki – Frankfurt – Roma – São Paulo), pousamos apenas para ouvir que a turnê tinha sido cancelada. Naquele momento eu já estava pronto para comprar uma passagem de volta para a Finlândia, mas eles conseguiram, houve um acordo e nós fizemos, eu acho que foram, seis shows. Foi a pior turnê e a mais cansativa que eu já fiz na minha carreira. (...) Depois de dois dias em São Paulo, eu estava deitado em meu quarto de hotel (o mais barato que você possa imaginar), no escuro. Eu estava começando a ficar em dúvida sobre o meu futuro como músico. (...) Neste outono, eu tomei uma decisão de me afastar por um tempo da música e me concentrar em outra coisa. (...) E quanto ao meu futuro? Se você está interessado em saber, só posso dizer que possivelmente eu nunca mais venha a gravar algo novamente. Para alguns de vocês, isso pode ser um alívio. | ” |

### Retorno às atividades, novo estúdio, Chaos Magic e Avalon
Em abril de 2012, Timo Tolkki anunciou que estava gravando um novo álbum solo de forma independente, e com divulgação pela internet, sem a intervenção de qualquer gravadora. Ele disponibilizou em sua página músicas novas, e anunciou o título do álbum como sendo Classical Variations 2: Credo, e participações de ex-membros do Stratovarius, como Tuomo Lassila (baterista original) e outros músicos conhecidos, como Michael Kiske, Michael Vescera e Michele Luppi. Contudo, em 26 de julho, ele anunciou o cancelamento do projeto, pois tinha um outro maior em vista.
Também em 2013, ele anunciou o seu novo estúdio de mixagem e masterização, Studiotolkki, administrado em conjunto com Mikko Paakkanen (CEO) e Juha Rautio (diretor de estúdio).
Em fevereiro de 2013, Timo anunciou seu novo projeto, uma ópera metal, Avalon, que conta com diversos músicos convidados, tais como Michael Kiske (Unisonic, Helloween), Sharon den Adel (Within Temptation), Elize Ryd (Amaranthe), Russell Allen (Symphony X, Adrenaline Mob, Star One), Rob Rock (Impellitteri, M.A.R.S.), Tony Kakko (Sonata Arctica), Jens Johansson (Stratovarius, ex-Yngwie Malmsteen), Derek Sherinian (ex-Dream Theater) e Alex Holzwarth (Rhapsody of Fire). O primeiro álbum saiu em 17 de maio de 2013 e acompanhou uma história passada num futuro pós-apocalíptico. Em 2055, a Terra foi quase destruída por catástrofes naturais. Um pequeno grupo de sobreviventes decidem iniciar uma busca por um local sagrado conhecido como The Land of New Hope (título do álbum, que significa "A Terra da Nova Esperança" em inglês). O segundo álbum, Angels of the Apocalypse, veio um ano depois, em 2014.
Em 2015, Timo produziria e tocaria em um projeto envolvendo a cantora chilena Caterina Nix. Durante as gravações, o que seria apenas um álbum solo da cantora, acabou tornando-se um projeto entre os dois, com o nome de Chaos Magic. Enquanto ela se encarregou dos vocais, Timo gravou a guitarra, baixo e teclado, além de produzir o disco. Caterina e Timo se conheceram no Chile, em uma das ocasiões em que o Stratovarius tocou lá. Ela também participou do álbum Angels of the Apocalypse, do Avalon. O primeiro álbum da dupla, autointitulado, foi lançado no dia 3 de julho na Europa. Nos dias 12, 17 e 23 de junho, lançaram os primeiros vídeos deles: o vídeo da faixa "I'm Alive", e os lyric videos das faixas "One Drop of Blood" e "A Little Too Long".
Em 2019, Timo Tolkki lançou a terceira e última parte da trilogia de Avalon, o álbum Return to Eden ("Retorno ao Éden" em português), que contém como principais músicas de trabalho, as faixas "Promises" e "Godsend". e saiu em nova turnê mundial solo, tocando clássicos de sua carreira.
Devido ao sucesso de seu último trabalho, um novo álbum do Avalon é lançado em junho de 2021, The Enigma Birth, o quarto de sua ópera metal. Também será lançado no final do mesmo ano o seu novo álbum solo, chamado de Union Magnetica.
Em 2022, lança o single do novo álbum chamado "We are the Revolution", com diversos outros artistas convidados e sua banda.  Em 2024, lança o seu mais novo álbum solo Classical Variations and Themes 2: Ultima Thule. 

## Discografia
| - 1989: Fright Night - 1992: Twilight Time - 1994: Dreamspace - 1995: Fourth Dimension - 1996: Episode - 1997: Visions - 1997: The Past and Now (coletânea) - 1998: Visions of Europe (ao vivo) - 1998: Destiny - 1999: The Chosen Ones (coletânea) - 2000: Infinite - 2000: 14 Diamonds (coletânea) - 2000: Infinite Visions (DVD) - 2001: Intermission - 2003: Elements, Pt. 1 - 2003: Elements, Pt. 2 - 2005: Stratovarius - 2006: Black Diamond: The Anthology (coletânea) - 2016: Stratovarius - Best Of (coletânea) - In Paradisum (2011) - The Land of New Hope (2013) - Angels of the Apocalypse (2014) - Return to Eden (2019) - The Enigma Birth (2021) | - New Era (2008) - Age of Aquarius (2009) - Trinity (2010) - The Great Divide (2014) - Battle of Leningrad (2014) - Chaos Magic (2015) - Furyborn (2019) - Desert Rose (EP) (2020) - Classical Variations and Themes (1994) - Hymn to Life (2002) - Saana – Warrior of Light (2007) - We Are The Revolution - Single (2022) - Renaissance Acoustica (2023) - Classical Variations and Themes 2: Ultima Thule (2024) - Avantasia: The Metal Opera — vocais em "The Tower" - Avantasia: The Metal Opera Part II — solo de guitarra em "The Seven Angels" "Anywhere" e "Into the Unknown" - Edguy: Vain Glory Opera — solo de guitarra em "Out of Control" - Gimmel: Kaksi kertaa enemmän — guitarra - Thunderstone: Thunderstone — solo de guitarra em "Like Father, Like Son" - Wings of Destiny: Forever — guitarra |